# Ika (langue igboïde)
L’ika est un dialecte de l’igbo du groupe des dialectes à l’ouest du fleuve Niger. Relativement distinct de l’igbo standard ou d’autres dialectes, il est parfois aussi plutôt considéré comme une langue igboïde à part entière.